# Филиппов, Виктор Константинович
Виктор Константинович Филиппов (31 января 1909 — 11 июля 1996) — советский инженер-конструктор и изобретатель. Создатель первого в мире войскового автоматического миномёта (1946), принятого на вооружение Советской Армии в 1970 г. под словесным названием «Василёк».

## Биография
Окончил МВТУ им. Н. Э. Баумана в 1936 году. После окончания МВТУ работал на проектно-конструкторской работе в ЦАГИ, ОКБ-15 Министерства вооружения и в Специальном конструкторском бюро при заводе им. М. И. Калинина. В 1960-1978 годах возглавлял Конструкторское бюро транспортно-химического машиностроения (КБ ТХМ). Под его руководством и при его личном участии КБ ТХМ стало головным предприятием в области создания заправочно-нейтрализационного оборудования для ракетно-космической техники, за заслуги в области создания и развития ракетной техники КБ награждено двумя орденами. Имел на своем счету свыше 80 изобретений. Дважды лауреат Государственной премии. Награждён двумя орденами Ленина, орденом Трудового Красного Знамени и медалями.